# Grand Hotel de l’Europe (Bad Gastein)

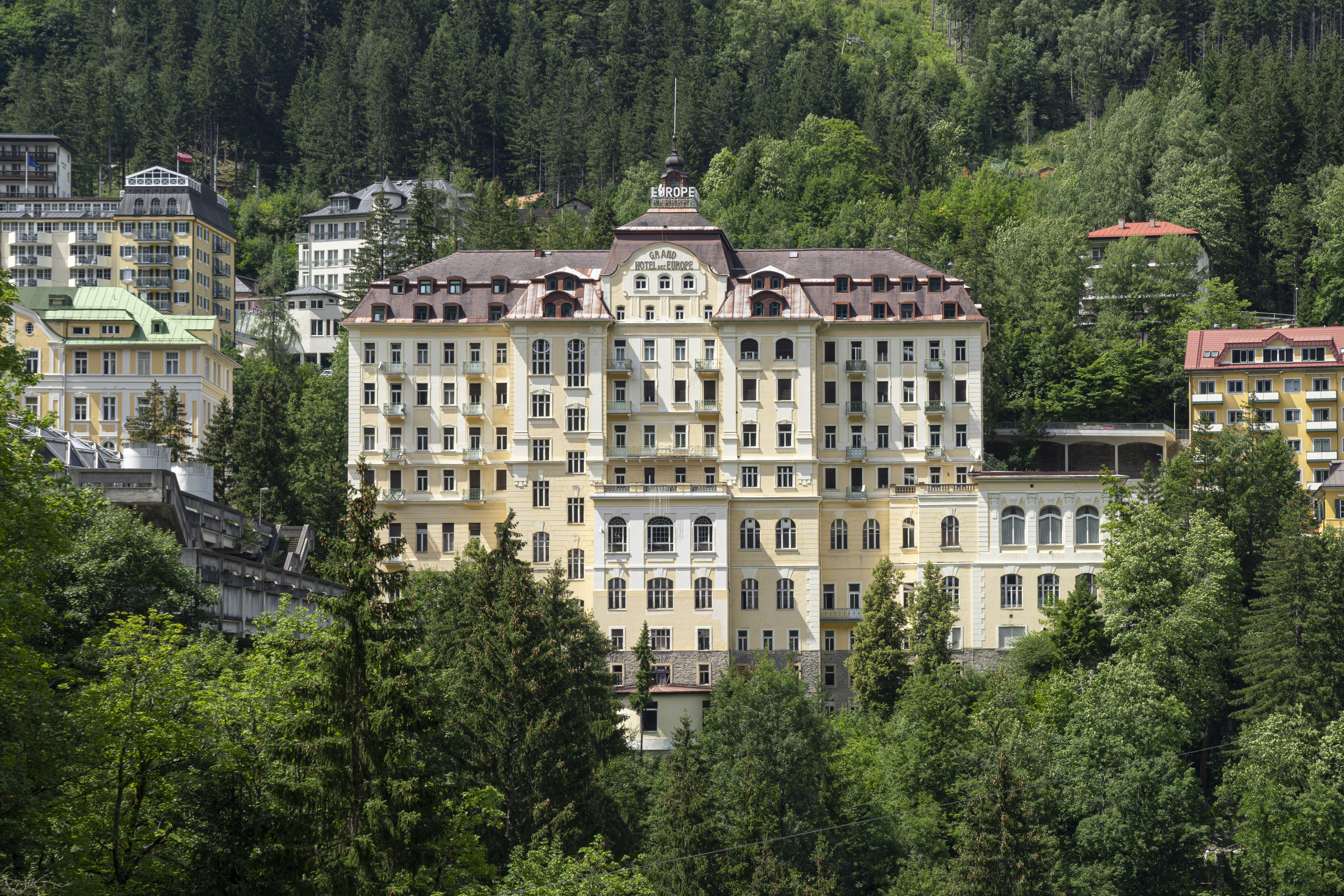
Hotel de l’Europe (2021)

Das Grand Hotel de l’Europe ist ein ehemaliges Hotel in Bad Gastein im Land Salzburg. Es wurde als späthistoristischer Bau nach den Plänen des Dombaumeisters Matthäus Schlager von 1906 bis 1909 erbaut und steht unter Denkmalschutz (Listeneintrag).

## Lage
Das Gebäude an der Kaiser Franz Josef-Straße im Zentrum des Kurortes liegt oberhalb der Gasteiner Ache und etwa 200 Meter nordwestlich des Gasteiner Wasserfalls. Dazwischen befindet sich das rund 20 Jahre früher erbaute, ebenfalls denkmalgeschützte Hotel Weismayr.

## Geschichte

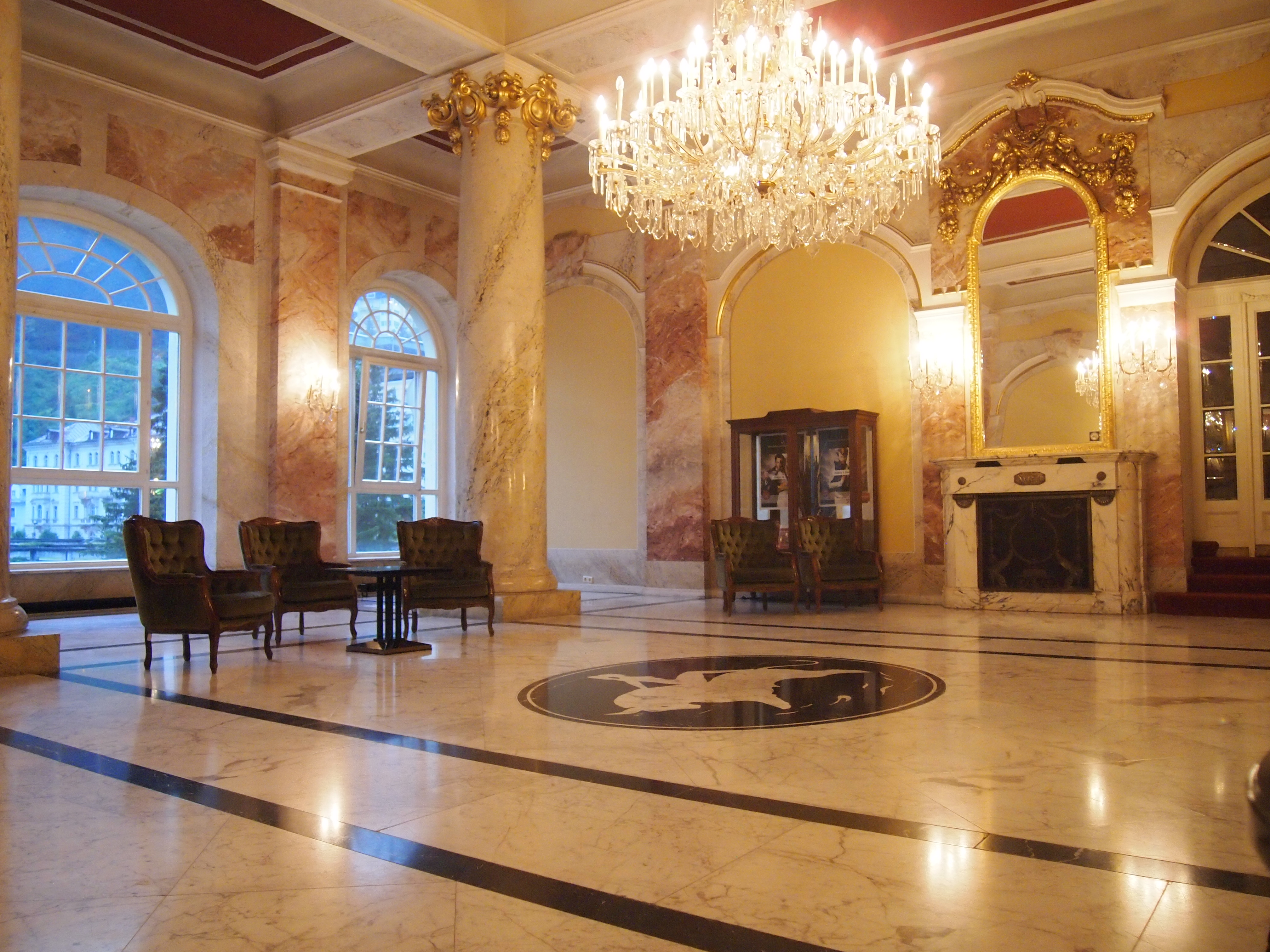
Foyer des Grand Hotel de l’Europe (2013)

Der Linzer Bahnhofsrestaurateur Viktor Sedlacek erwarb im Februar 1906 die Villa Solitude, die 1838 für den Baron Johann von Mesnil errichtet worden war, samt einer 1,5 Hektar großen Bauparzelle. Diese Seite Badgasteins war durch die Eröffnung des Bahnhofs der Tauernbahn im Jahr 1905 schlagartig aufgewertet worden. Als Sedlacek 1906 bis 1909 durch den Badgasteiner Baumeister Angelo Comini (nach Plänen des Linzer Dombaumeisters Matthäus Schlager) ein Luxushotel im Kurort errichten ließ und dieses am 29. Mai 1909 eröffnete, zählte es mit seinen zehn Stockwerken zu den größten und modernsten Hotels der österreich-ungarischen Monarchie.
In 148 Zimmern standen 250 Gästebetten, 14 Thermalbäder und ebenso viele Stockwerksbäder zur Verfügung. Zur Ausstattung zählten Zimmertelefone, elektrisches Licht, fließende Warm- und Kaltwasser, eine regelbare Dampfzentralheizung und zwei Personenaufzüge.
Im Jahr 1936 wurde mit einem Hotelorchester, einer großen Tanzbar und einem Tanzplatz im Freien, 200 Zimmern und Salons sowie Privatappartments mit eigenen Bädern und Toiletten geworben.
Alfred Sedlacek, Sohn des Erbauers Viktor Sedlacek, übernahm 1929 die kaufmännische Geschäftsführung des Hotels. Die Tausend-Mark-Sperre führte 1933 zu einem dramatischen Gästerückgang. Alfred Sedlaceks Nähe zur NSDAP verbesserte zwar ab 1938 die Buchungslage und brachte Gäste wie Reichsminister Joseph Goebbels, aber bald darauf wurde Badgastein in eine Lazarettstadt verwandelt.
Nach wirtschaftlichen Schwierigkeiten wurde der Hotelbetrieb 1968 eingestellt, und Alfred Sedlacek verkaufte das Hotel 1970 an die Alpenländische Hotel- und Kuranstalt AG (Gruppe Turnauer), die den Hotelbetrieb allerdings nicht weiterführte.
Es dauerte noch zehn Jahre, ehe 1980 Reinhardt Stefan Tomek (* 1945), Sohn eines Wiener Arztes und selber Mediziner, Unternehmensberater und Health Coach, das Hotel mit seiner Wiedereröffnung am 22. Dezember 1982 und 170 Dauerarbeitsplätzen zu neuem Leben erweckte. Dank größerer Renovierungen, Einmietung des seit 1937 bestehenden Bad Gasteiner Spielcasinos und zahlreicher Events gelang es ihm, Bad Gastein einen Hauch vom Monte Carlo der Alpen zu geben. Nach Angaben von Tomek aufgrund der damaligen Nuklearkatastrophe von Tschernobyl und der damit verbundenen Bankenkrise konnte das Betriebskonzept nur teilweise umgesetzt werden, sodass er 1988 den Betrieb schließen musste.
Der gesamte Hotelkomplex mit seinen Apartmentwohnungen steht seit 1980 unter Denkmalschutz.
Das Casino der Casinos Austria im Erdgeschoß stellte am 12. September 2015 seinen Betrieb ein und übersiedelte nach Zell am See.
Das Gasteiner Museum, das zu den ältesten Museen des Bundeslandes außerhalb der Stadt Salzburg zählt, wurde ab 2011 für eine Zeitlang im Grand Hotel einquartiert, da das Kurhotel Austria, der vorherige Sitz, verkauft wurde.

## Berühmte Gäste
Im Laufe der Geschichte logierten in dem prunkvollen Hotelkomplex zahlreiche Mitglieder verschiedener Königsfamilien (König Ferdinand von Bulgarien, König Faisal I. vom Irak, Ibn Saud, Schah von Persien), Industrielle (Wilhelm Opel, Edward Henry Harriman) und Investoren (Willard Straight) sowie Schriftsteller und Musiker (Heinrich Mann, Robert Stolz, William Somerset Maugham, Liza Minnelli).

## Beschreibung
Das Gebäude umfasst 10 Etagen mit einer Gesamthöhe von 55 Metern und zusätzlich einen 7 Meter hohen Mansadenturm.
Es beherbergt das Gasteiner Museum, Eigentumswohnungen, einen Gastronomiebetrieb und einen Veranstaltungssaal.
Im Süden des Hotels steht ein Jugendstilpavillon der Kunstschlosserei Thilo nach den Plänen von Leopold Führer.
Nördlich des Hotelgebäudes befindet sich die 1838 errichtete „Villa Solitude“.

## Drehort
Dem Berliner Musiker und Unterhaltungskünstler Friedrich Liechtenstein diente das Hotel als Drehort und Kulisse für eines der Musikvideos zu seinem Album Bad Gastein (2014).